# Коктуш (деревня)
 Коктуш  — деревня в Килемарском районе Республики Марий Эл. Входит в состав Большекибеевского сельского поселения.

## География
Находится в западной части республики Марий Эл на расстоянии приблизительно 14 км по прямой на север-северо-восток от районного центра посёлка Килемары.

## История
Ранее входила в состав Яранцевского сельсовета Санчурского района, в 1931 году передана в Горномарийский район. В 1933 году в деревне проживали 312 человек, в 1939 году 352 человека. В 1950 году в деревне проживали 237 человек. В 1958 году насчитывалось 70 хозяйств. В 1962 году в 60 хозяйствах проживало 249 человек. В 1974 году было 53 двора, в 1988 году — 42 дома, из них 5 пустующих, проживали 62 человека. К 2004 году учреждений соцкультбыта и торговли в деревне не осталось. В советское время работали колхозы «Зелёная долина» и «Луч», переименованный в дальнейшем в «Светлый луч».

## Население
Население составляло 34 человека (мари 65 %) в 2002 году, 24 в 2010.